# Równe (Opolské vojvodství)
Równe (česky Rovné, německy Roben) je ves v jižním Polsku, v Opolském vojvodství, v okrese Hlubčice, v gmině Hlubčice.
Ves leží v Opavské pahorkatině, na hranicích přírodního parku (polsky obszar chronionego krajobrazu) Rajón Mokre - Lewice. Vsí protéká hraniční potok Grozowy (česky Hrozová; pravý přítok Osoblahy).
Dříve byla vedle vesnice železniční zastávka Zopowy Równe (německy Soppau Roben) na dnes již zrušené železniční trati č. 333 Krnov - Głubczyce.
V Równem č. 38 je sídlo římskokatolické venkovské farnosti svatého Petra a Pavla.